# Dania na Letnich Igrzyskach Olimpijskich 1908
Danię na IV Letnich Igrzyskach Olimpijskich w roku 1908 w Londynie reprezentowało 78 sportowców (sami mężczyźni), startujących w ośmiu dyscyplinach.

## Zdobyte medale
| Medal  | Zawodnik | Dyscyplina  | Konkurencja                                     | Rezultat                                       |
| ------ | --- | ----------- | ----------------------------------------------- | ---------------------------------------------- |
| Srebro | Ludwig Drescher Charles Buchwald Harald Hansen Harald Bohr Kristian Middelboe Nils Middelboe Oscar Nielsen August Lindgren Sophus Nielsen Vilhelm Wolfhagen Bjørn Rasmussen Marius Andersen Johannes Gandil | Piłka nożna | turniej mężczyzn                                | w finale ulegli drużynie Wielkiej Brytanii 0:2 |
| Srebro | Ludvig Dam | Pływanie    | 100 m stylem grzbietowym                        | 1:26,60                                        |
| Brąz   | Anders Andersen | Zapasy      | styl klasyczny kategoria średnia (73 kg)        |                                                |
| Brąz   | Carl Jensen | Zapasy      | styl klasyczny kategoria półciężka (93 kg)      | w walce o 3. miejsce pokonał Węgra Hugó Payr   |
| Brąz   | Søren Jensen | Zapasy      | styl klasyczny kategoria ciężka (powyżej 93 kg) |                                                |

## Skład kadry

### Boks
| Zawodnik         | Konkurencja | 1 Runda               | Ćwierćfinał      | Półfinał         | Finał/3. miejsce | Finał/3. miejsce |
| Zawodnik         | Konkurencja | Przeciwnik Wynik      | Przeciwnik Wynik | Przeciwnik Wynik | Przeciwnik Wynik | Miejsce          |
| ---------------- | ----------- | --------------------- | ---------------- | ---------------- | ---------------- | ---------------- |
| Hemming Hansen   | waga lekka  | Harry Johnson P (0:2) | Nie awansował    | Nie awansował    | Nie awansował    | 7.               |
| Waldemar Holberg | waga lekka  | Matt Wells P (1:2)    | Nie awansował    | Nie awansował    | Nie awansował    | 7.               |

### Gimnastyka
| Zawodnik | Konkurencja        | Finał | Finał   |
| Zawodnik | Konkurencja        | Wynik | Miejsce |
| --- | ------------------ | ----- | ------- |
| Carl Andersen, Hans Bredmose, Jens Chievitz, Arvor Hansen, Christian Hansen, Ingvardt Hansen, Einar Hermann, Knud Holm, Poul Holm, Oluf Husted-Nielsen, Charles Jensen, Gorm Jensen, Hendrik Johansen, Harald Klem, Robert Madsen, Vigo Madsen, Lukas Nielsen, Oluf Olsson, Niels Petersen, Nicolai Philipsen, Hendrik Rasmussen, Viktor Rasmussen, Marius Thuesen, Niels Turin Nielsen, | wielobój drużynowo | 378   | 4.      |

### Lekkoatletyka
Konkurencje biegowe
| Konkurencja    | Zawodnik            | 1 Runda            | 1 Runda            | Półfinał      | Półfinał      | Finał         | Finał         |
| Konkurencja    | Zawodnik            | Wynik              | Miejsce            | Wynik         | Miejsce       |               |               |
| -------------- | ------------------- | ------------------ | ------------------ | ------------- | ------------- | ------------- | ------------- |
| 100 m          | Axel Petersen       | 11,5               | 2.                 | Nie awansował | Nie awansował | Nie awansował | Nie awansował |
| 1500 m         | Kjeld Nielsen       | b.d                | 6.                 | Nie awansował | Nie awansował | Nie awansował | Nie awansował |
| 5 mil          | Kjeld Nielsen       | 27:04,8            | 4.                 |               |               | Nie awansował | Nie awansował |
| 5 mil          | Julius Jørgensen    | 28:08,8            | 3.                 |               |               | Nie awansował | Nie awansował |
| maraton        | Julius Jørgensen    |                    |                    |               |               | 3:47:44,0     | 23.           |
| maraton        | Rudy Hansen         |                    |                    |               |               | 3:53:15,0     | 26.           |
| chód na 3500 m | Arne Højme          | 17:23,4            | 6.                 |               |               | Nie awansował | Nie awansował |
| chód na 3500 m | Charles Vestergaard | 17:07,0            | 2.                 |               |               | 17:21,8       | 6.            |
| chód na 10 mil | Arne Højme          | Nie ukończył chodu | Nie ukończył chodu |               |               | Nie awansował | Nie awansował |
| chód na 10 mil | Charles Vestergaard | Nie ukończył chodu | Nie ukończył chodu |               |               | Nie awansował | Nie awansował |

Konkurencje techniczne
| Zawodnik       | Konkurencja          | Finał | Finał   |
| Zawodnik       | Konkurencja          | Wynik | Miejsce |
| -------------- | -------------------- | ----- | ------- |
| Svend Langkjær | skok wzwyż z miejsca | 1,42  | 8.      |
| Svend Langkjær | skok w dal z miejsca | b.d   | 8.      |
| Harald Agger   | rzut młotem          | b.d   | 10.     |

### Piłka nożna
- Reprezentacja mężczyzn

| - Ludwig Drescher - Charles Buchwald - Harald Hansen - Harald Bohr - Kristian Middelboe - Nils Middelboe - Johannes Gandil |  | - Oscar Nielsen - August Lindgren - Sophus Nielsen - Vilhelm Wolfhagen - Bjørn Rasmussen - Peter Marius Andersen |

#### Pierwsza runda
| 19 października 1908 | Dania · Nils Middelboe 10', 49' · Vilhelm Wolfhagen 15', 17', 67', 72' · Harald Bohr 25', 47' · Sophus Nielsen 78' | 9 : 0(4:0) | Francja B | White City Stadium, Londyn Widzów: 2 000 Sędzia: Thomas B. Kyle |
|                      | |            |           |                                                                 |

#### Półfinały
| 22 października 1908 | Francja · Émile Sartorius 16' | 1 : 17(1:6) | Dania · 3', 4', 6', 39', 42', 48' Sophus Nielsen · 52', 54', 66', 76' Sophus Nielsen · 18', 37' August Lindgren · 60', 72', 82', 89' Vilhelm Wolfhagen · 68' Nils Middelboe | White City Stadium, Londyn Widzów: 1 000 Sędzia: Thomas Campbell |
|                      |                               |             | |                                                                  |

#### Finał
| 24 października 1908 | Wielka Brytania · Frederick Chapman 20' · Vivian Woodward 46' | 2 : 0(1:0) | Dania | White City Stadium, Londyn Widzów: 8 000 Sędzia: John Lewis |
|                      |                                                               |            |       |                                                             |

### Pływanie
| Zawodnik                                          | Konkurencja        | Eliminacje | Eliminacje | Półfinał      | Półfinał      | Finał         | Finał         |
| Zawodnik                                          | Konkurencja        | Czas       | Miejsce    | Czas          | Miejsce       | Czas          | Miejsce       |
| ------------------------------------------------- | ------------------ | ---------- | ---------- | ------------- | ------------- | ------------- | ------------- |
| Harald Klem                                       | 100 m dowolnym     | b.d        | 3.         | Nie awansował | Nie awansował | Nie awansował | Nie awansował |
| Poul Holm                                         | 100 m dowolnym     | b.d        | 3.         | Nie awansował | Nie awansował | Nie awansował | Nie awansował |
| Hjalmar Saxtorph                                  | 100 m dowolnym     | b.d        | 4.         | Nie awansował | Nie awansował | Nie awansował | Nie awansował |
| Aage Holm                                         | 400 m dowolnym     | 8:06,0     | 2.         | Nie awansował | Nie awansował | Nie awansował | Nie awansował |
| Hjalmar Saxtorph                                  | 400 m dowolnym     | b.d        | 4.         | Nie awansował | Nie awansował | Nie awansował | Nie awansował |
| Ludvig Dam                                        | 100 m grzbietowym  | 1:26,4     | 2.         | b.d           | 2.            | 1:26,6        | srebro        |
| Harald Klem                                       | 200 m klasycznym   | b.d        | 3.         | Nie awansował | Nie awansował | Nie awansował | Nie awansował |
| Poul Holm Harald Klem Ludvig Dam Hjalmar Saxtorph | 4 × 200 m dowolnym |            |            | 12:53,0       | 2.            | Nie awansował | Nie awansował |

### Strzelectwo
| Konkurencja                             | Zawodnik                                                                                                  | Finał | Finał   |
| Konkurencja                             | Zawodnik                                                                                                  | Wynik | Pozycja |
| --------------------------------------- | --- | ----- | ------- |
| karabin dowolny 3 postawy indywidualnie | Lars Jørgen Madsen                                                                                        | 813   | 14.     |
| karabin dowolny 3 postawy indywidualnie | Christian Pedersen                                                                                        | 780   | 18.     |
| karabin dowolny 3 postawy indywidualnie | Hans Schultz                                                                                              | 769   | 21.     |
| karabin dowolny 3 postawy indywidualnie | Niels Laursen                                                                                             | 712   | 33.     |
| karabin dowolny 3 postawy indywidualnie | Poul Liebst                                                                                               | 645   | 42.     |
| karabin dowolny 3 postawy indywidualnie | Niels Christian Christensen                                                                               | 501   | 48.     |
| karabin dowolny 3 postawy indywidualnie | Lorents Jensen                                                                                            | 321   | 51.     |
| karabin dowolny 3 postawy drużynowo     | Niels Andersen Lars Jørgen Madsen Ole Olsen Niels Christian Christensen Christian Pedersen Hans Schultz   | 4543  | 4.      |
| karabin wojskowy drużynowo              | Niels Andersen Niels Christian Christensen Lorents Jensen Niels Laursen Julius Hillemann-Jensen Ole Olsen | 1909  | '8.     |

### Szermierka
| Konkurencja          | Zawodnik                                                | 1 runda | 1 runda       | 2 runda                                                         | 2 runda       | Półfinały | Półfinały     | Finał          | Finał          | Pozycja       |
| Konkurencja          | Zawodnik                                                | Przeciwnik | Wynik         | Przeciwnik                                                      | Wynik         | Przeciwnik | Wynik         | Przeciwnik     | Wynik          | Pozycja       |
| -------------------- | ------------------------------------------------------- | --- | ------------- | --------------------------------------------------------------- | ------------- | --- | ------------- | -------------- | -------------- | ------------- |
| szpada indywidualnie | Lauritz Østrup                                          | Bernard Gravier Jaroslav Tuček Eric Carlberg Pontus von Rosen Georg Stöhr Luke Fildes                                       | P W           | Gaston Renard Ivan Osiier Jacques Rodocanachi Edgar Amphlett    | W P W         | Martin Holt Alexandre Lippmann Eugène Olivier Jean Stern Gustaf Lindblom Paul Anspach Paul le Blon                    | P R W R P R   | Nie awansował  | Nie awansował  | Nie awansował |
| szpada indywidualnie | Herbert Sander                                          | Vlastimil Lada-Sázavský Charles Collignon Pietro Speciale Johan van Schreven Walter Gates Fritz Jack                        | P W P         | Nie awansował                                                   | Nie awansował | Nie awansował | Nie awansował | Nie awansował  | Nie awansował  | Nie awansował |
| szpada indywidualnie | Ejnar Levison                                           | Jacques Marais Gaston Renard Johannes Adam John Blake Max Dwinger                                                           | P W P         | Jetze Doorman Jean Stern Fernand Stuyck Paul le Blon            | P R P         | Nie awansował | Nie awansował | Nie awansował  | Nie awansował  | Nie awansował |
| szpada indywidualnie | Otto Becker                                             | Herman Georges Berger Hans Bergsland Dino Diana Martin Holt Vilém Tvrzský Albert Sarens George van Rossem                   | P W P W P R w | Nie awansował                                                   | Nie awansował | Nie awansował | Nie awansował | Nie awansował  | Nie awansował  | Nie awansował |
| szpada indywidualnie | Ivan Osiier                                             | Gaston Alibert Fernand de Montigny Percival Davson Sante Ceccherini Otakar Lada Robert Krünert Maurits Jacob van Löben Sels | P W R         | Lauritz Østrup Gaston Renard Jacques Rodocanachi Edgar Amphlett | P W P         | Nie awansował | Nie awansował | Nie awansował  | Nie awansował  | Nie awansował |
| szpada indywidualnie | Frantz Jørgensen                                        | Robert Montgomerie Gustaf Lindblom Giuseppe Mangiarotti Robert Quennessen Percy Nobbs August Petri                          | P R P W       | Nie awansował                                                   | Nie awansował | Nie awansował | Nie awansował | Nie awansował  | Nie awansował  | Nie awansował |
| szpada drużynowo     | Ejnar Levison Ivan Osiier Lauritz Østrup Herbert Sander | |               | Francja                                                         | P             | Wielka Brytania | P             | Nie awansowali | Nie awansowali | 5.            |
| szabla indywidualnie | Harald Krenchel                                         | William Marsh Georges Lateux Julius Lichtenfels Richard Schoemaker                                                          | P W           | Nie awansował                                                   | Nie awansował | Nie awansował | Nie awansował | Nie awansował  | Nie awansował  | Nie awansował |
| szabla indywidualnie | Einar Schwartz-Nielsen                                  | Adrianus de Jong Alessandro Pirzio Biroli Georges Langevin                                                                  | W P W         | Jenő Apáthy Georges de la Falaise Lauritz Østrup                | P p           | Nie awansował | Nie awansował | Nie awansował  | Nie awansował  | Nie awansował |
| szabla indywidualnie | Lauritz Østrup                                          | Oszkár Gerde Alexis du Bosch Willem van Blijenburgh Alfred Keene Joseph, Marquis de Saint Brisson                           | W P W         | Jenő Apáthy Georges de la Falaise Einar Schwartz-Nielsen        | W P W         | Jetze Doorman Vilém Goppold von Lobsdorf Péter Tóth Béla Zulawszky Oszkár Gerde Joseph Van der Voodt Sante Ceccherini | P W P W       | Nie awansował  | Nie awansował  | Nie awansował |

### Zapasy
| Konkurencja                   | Zawodnik           | 1/16 finału            | 1/8 finału            | Ćwierćfinał           | Półfinały                     | Finał            | Miejsce |
| Konkurencja                   | Zawodnik           | Przeciwnik Wynik       | Przeciwnik Wynik      | Przeciwnik Wynik      | Przeciwnik Wynik              | Przeciwnik Wynik | Miejsce |
| ----------------------------- | ------------------ | ---------------------- | --------------------- | --------------------- | ----------------------------- | ---------------- | ------- |
| styl klasyczny waga lekka     | Christian Carlsen  | Albert Hawkins p       | Nie awansował         | Nie awansował         | Nie awansował                 | Nie awansował    | 17.     |
| styl klasyczny waga lekka     | Carl Carlsen       | Fernand Steens W       | Arvo Lindén P         | Nie awansował         | Nie awansował                 | Nie awansował    | 9.      |
| styl klasyczny waga lekka     | Anders Møller      | Albert Whittingstall W | George Faulkner W     | Arvo Lindén P         | Nie awansował                 | Nie awansował    | 5.      |
| styl klasyczny waga średnia   | Anders Andersen    | wolny los              | Jacobus Lorenz W      | Jaap Belmer W         | Frithiof Mårtensson P         | Nie awansował    | brąz    |
| styl klasyczny waga średnia   | Jóhannes Jósefsson | Wolny los              | Miklós Orosz W        | Axel Frank W          | Mauritz Andersson P           | Nie awansował    | 4.      |
| styl klasyczny waga średnia   | Johannes Eriksen   | Wolny los              | Edgar Bacon W         | Mauritz Andersson P   | Nie awansował                 | Nie awansował    | 5.      |
| styl klasyczny waga średnia   | Axel Larsson       | Gerrit Duijm W         | Aäron Lelie W         | Frithiof Mårtensson P | Nie awansował                 | Nie awansował    | 5.      |
| styl klasyczny waga półciężka | Carl Jensen        | Wolny los              | Leendert van Oosten W | Alfred Banbrook W     | Yrjö Saarela P                | Nie awansował    | brąz    |
| styl klasyczny waga półciężka | Harald Christensen | Fritz Larsson P        | Nie awansował         | Nie awansował         | Nie awansował                 | Nie awansował    | 17.     |
| styl klasyczny waga półciężka | Henri Nielsen      | Yrjö Saarela P         | Nie awansował         | Nie awansował         | Nie awansował                 | Nie awansował    | 17.     |
| styl klasyczny waga ciężka    | Søren Jensen       |                        |                       | Wolny los             | Carl Jensen W Richárd Weisz P | Nie awansował    | brąz    |
| styl klasyczny waga ciężka    | Carl Jensen        |                        |                       | Richárd Weisz P       | Nie awansował                 | Nie awansował    | 5.      |